# 風雲羣英會
是一套1960年的美國傳記片，由史丹利·寇比力克執導，卻·德格拉斯等主演。電影以斯巴達克斯的經歷為藍本，描述他率領奴隸起義對抗羅馬人的故事。获得金球奖最佳戏剧类影片。

## 演員表
- 寇克·道格拉斯 飾 Spartacus 斯巴達克斯

色雷斯人奴隸，原在利比亞工作，後成為名角鬥士，更率領奴隸起義
- 勞倫斯·奧立佛 飾 Crassus 克拉蘇

古羅馬貴族，對羅馬及其政治制度極為忠心
- 珍·西蒙絲 飾 Varinia

在角鬥士學校工作的女奴，來自不列顛尼亞，後愛上斯巴達克斯，嫁給他後更為他誕下兒子
- 查爾斯·勞頓 飾 Gracchus
- 皮特·烏斯蒂諾夫 飾 Lentulus Batiatus
- John Gavin 飾 恺撒
- Nina Foch 飾 Helena Glabrus
- John Ireland 飾 Crixus
- Herbert Lom 飾 Tigranes Levantus
- John Dall 飾 Marcus Publius Glabrus
- Charles McGraw 飾 Marcellus
- 東尼·柯蒂斯 飾 Antoninus
- Woody Strode 飾 Draba

## 荣誉
| 獎項         | 日期          | 類別                      | 提名人或得獎人                                                                   | 結果           |
| ------------ | ------------- | ------------------------- | -------------------------------------------------------------------------------- | -------------- |
| 奧斯卡金像獎 | 1961年4月17日 | 奧斯卡最佳男配角          | 彼得·乌斯蒂诺夫                                                                  | 獲獎           |
| 奧斯卡金像獎 | 1961年4月17日 | 最佳艺术指导              | 美術指導：亚历山大·格力尊 和 艾瑞克·W·奧爾邦；布景：羅素·A·高斯曼 和 朱莉亚·赫伦 | 獲獎           |
| 奧斯卡金像獎 | 1961年4月17日 | 最佳摄影                  | 羅素·梅蒂                                                                        | 獲獎           |
| 奧斯卡金像獎 | 1961年4月17日 | 最佳服装设计              | 阿靈頓·巴爾斯 和 比爾·湯瑪斯                                                     | 獲獎           |
| 奧斯卡金像獎 | 1961年4月17日 | 最佳剪辑                  | 羅伯·勞倫斯                                                                      | 提名           |
| 奧斯卡金像獎 | 1961年4月17日 | 最佳配乐                  | 亞歷克士·諾斯                                                                    | 提名           |
| 美國電影學會 |               | AFI百年百大驚悚電影       | 《風雲羣英會》                                                                   | 第62位         |
| 美國電影學會 |               | AFI百年百大英雄与反派     | 《風雲羣英會》 - 斯巴達克斯                                                      | 第22位（英雄） |
| 美國電影學會 |               | AFI百年百大電影10周年版   | 《風雲羣英會》                                                                   | 第81位         |
| 美國電影學會 |               | AFI百年各類型電影十大佳片 | 《風雲羣英會》                                                                   | 第5位（史诗）  |

## 外部連結
- Criterion Collection essay by Stephen Farber （页面存档备份，存于）
- Rare, Never-Seen: 'Spartacus' at 50 at 《生活雜誌》
- 互联网电影数据库（IMDb）上《風雲羣英會》的资料（英文）
- AllMovie上《風雲羣英會》的资料（英文）
- 爛番茄上《風雲羣英會》的資料（英文）
- 香港外語電影資料網上《風雲羣英會 （页面存档备份，存于）》的資料 （繁體中文）
- 開眼電影網上《萬夫莫敵 （页面存档备份，存于）》的資料 （繁體中文）
- 豆瓣电影上《風雲羣英會》的資料 （简体中文）